# Áno Zervochórion (Imathie)
Áno Zervochórion (grec moderne : Άνω Ζερβοχώριον) est une localité située dans le dème de Náoussa, dans le district régional d'Imathie, dans la periphérie de Macédoine-Centrale, en Grèce.
Selon le recensement de 2011, elle compte 731 habitants.